# Stauntonia
Stauntonia – rodzaj roślin okrytonasiennych zaliczanych do rodziny krępieniowatych Lardizabalaceae. Obejmuje około 25 gatunków występujących głównie w Chinach (stąd znanych jest 20 gatunków, w tym 16 endemitów), poza tym w innych państwach wschodniej i południowo-wschodniej Azji od Japonii na północy po Wietnam, Mjanmę i północne Indie na południu. Uprawiany jako ozdobny jest jeden gatunek – Stauntonia hexaphylla o aromatycznych kwiatach rozwijających się wiosną. Owoce roślin z tego rodzaju są jadalne.

## Morfologia
PokrójDrewniejące, zimozielone pnącza, osiągające do ok. 13 m wysokości.
LiścieWiecznie zielone, skrętoległe, długoogonkowe, o blaszce całobrzegiej, podzielonej dłoniasto na 3 do 9 listków lub trójdzielne.
KwiatyRośliny jednopienne lub dwupienne. Kwiaty skupione w kwiatostany wyrastające w kątach liści. Kielich składa się z 2 okółków liczących po 3 działki (w kwiatach żeńskich zwykle nieco większe, w męskich mniejsze). Płatki korony są drobne w liczbie 6 lub brak ich zupełnie. W kwiatach męskich znajduje się 6 pręcików o nitkach zrośniętych w kolumienkę. Kwiaty żeńskie ze słupkowiem z 3 owocolistków oraz z łuskowatymi prątniczkami.
OwoceMięsiste mieszki zawierające liczne nasiona.

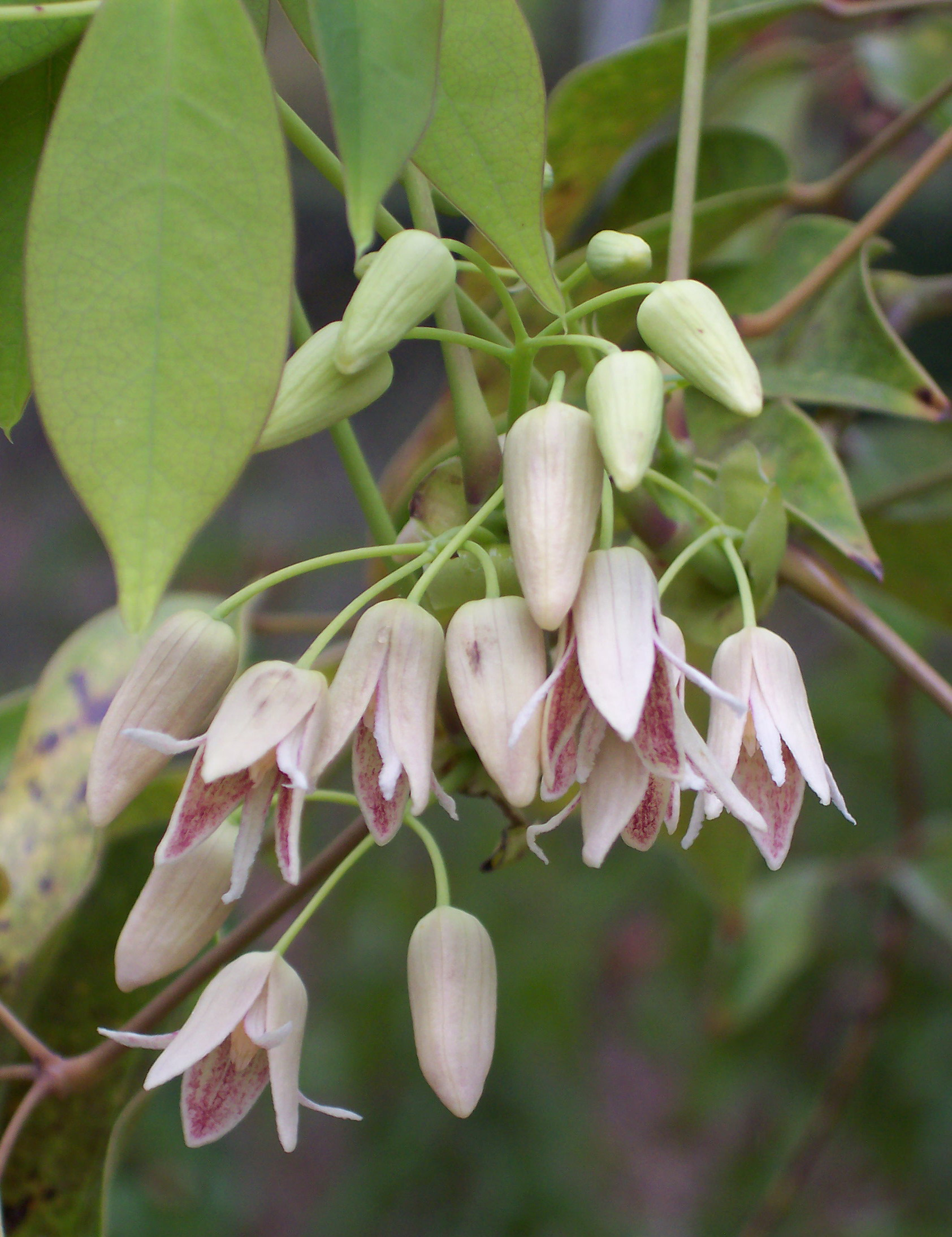
Kwiaty S. hexaphylla
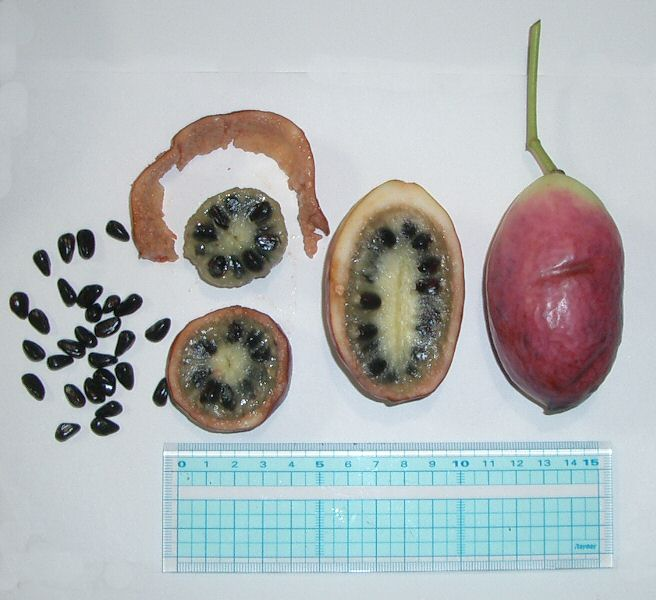
Owoce S. hexaphylla
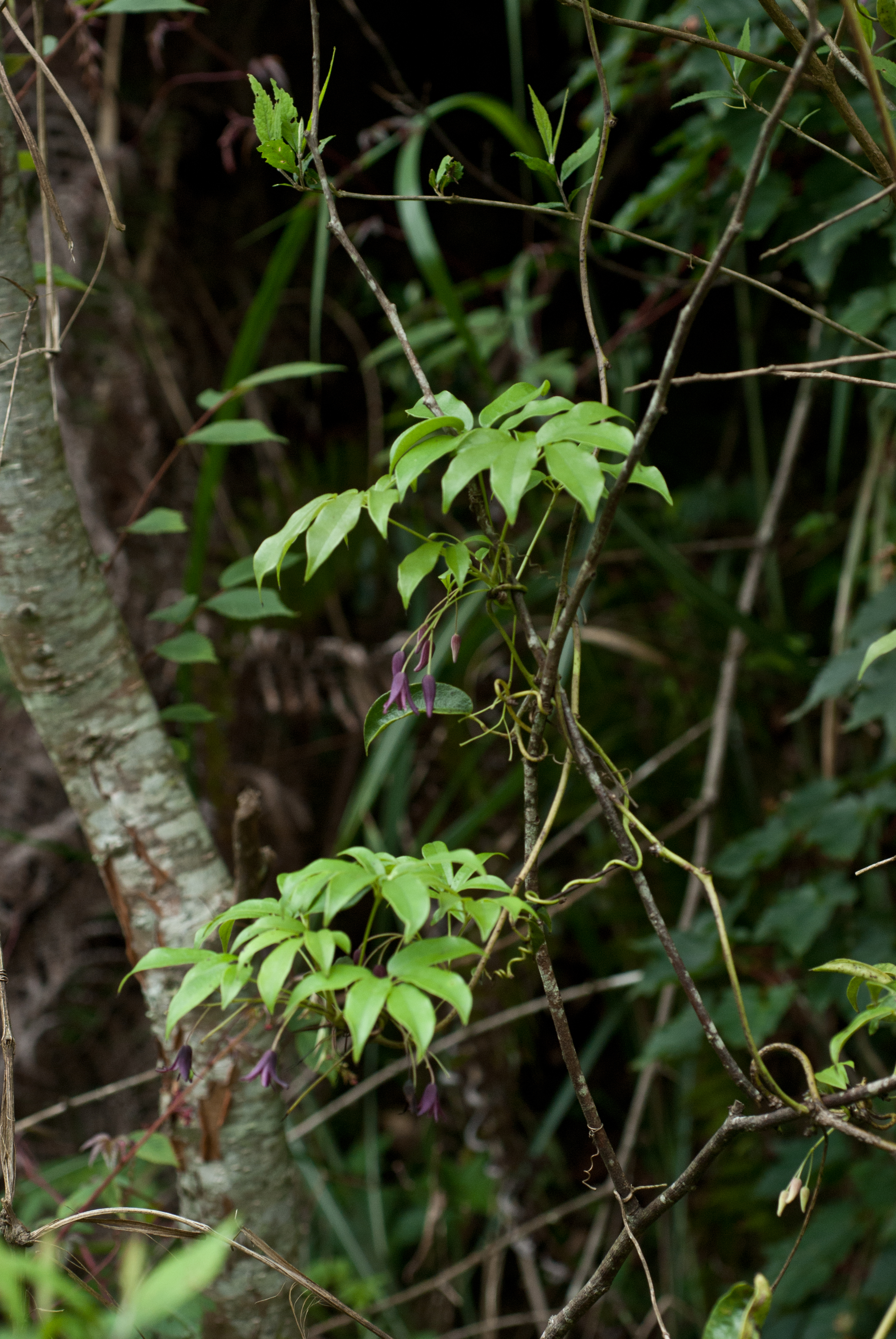
Pokrój S. purpurea

## Systematyka
Pozycja systematyczna
Rodzaj z podrodziny Lardizabaloideae w obrębie rodziny krąpieniowatych (Lardizabalaceae) zaliczanej do jaskrowców (Ranunculales). Jest blisko spokrewniony z bardzo podobnymi roślinami z rodzaju Holboellia, różniące się pręcikami nie zrastającymi się w kolumienkę.
Wykaz gatunków według The Plant List
- Stauntonia brachyanthera Hand.-Mazz.
- Stauntonia brunoniana (Decne.) Hemsl.
- Stauntonia cavalerieana Gagnep.
- Stauntonia chinensis DC.
- Stauntonia conspicua R.H. Chang
- Stauntonia decora (Dunn) C.Y. Wu ex S.H. Huang
- Stauntonia duclouxii Gagnep.
- Stauntonia elliptica Hemsl.
- Stauntonia glauca Merr. & F.P. Metcalf
- Stauntonia hexaphylla Decne.
- Stauntonia leucantha Y.C. Wu
- Stauntonia libera H.N. Qin
- Stauntonia maculata Merr.
- Stauntonia obcordatilimba C.Y. Wu & S.H. Huang
- Stauntonia obovata Hemsl.
- Stauntonia obovatifoliola Hayata2
- Stauntonia oligophylla Merr. & Chun
- Stauntonia pseudomaculata C.Y. Wu & S.H. Huang
- Stauntonia purpurea Y.C. Liu & F.Y. Lu
- Stauntonia trinervia Merr.
- Stauntonia yaoshanensis F.N. Wei & S.L. Mo